# Eugenia mabaeoides
Eugenia mabaeoides är en myrtenväxtart som beskrevs av Robert Wight. Eugenia mabaeoides ingår i släktet Eugenia och familjen myrtenväxter.
Artens utbredningsområde är Sri Lanka.

## Underarter
Arten delas in i följande underarter:
- E. m. mabaeoides
- E. m. pedunculata